# David Meca i Medina
David Meca Medina (Sabadell, 1 de febrer de 1974) és un nedador català de llarga distància en aigües obertes. És nedador del Club Natació Sabadell.
Especialista en llarga distància en aigües obertes, en el seu palmarès compta amb un títol de campió de la Copa del Món (a la categoria de llarga distància en 25 kilòmetres als Mundials de Natació de Montreal de 2005) i set medalles en Campionats del Món de natació, dues d'elles d'or. El 2005 sumava més de 100 victòries internacionals en proves de llarga distància en aigües obertes.
El 1999 va ser sancionat per dopatge en el transcurs d'una prova al Brasil, amb un anabolitzant anomenat nandrolona. En un període en què no va poder competir en proves oficials, va prendre la decisió d'afrontar reptes esportius. Des d'aleshores s'ha convertit en especialista de reptes en solitari, amb els quals encara segueix, ja fora del període de sanció.
A més, va estudiar interpretació als Estats Units d'Amèrica, on es va graduar en Art Dramàtic per la University of Southern California el 1999, i ha fet petites incursions en el món de la interpretació i de la moda. Actualment, a part de seguir fent desafiaments, fa conferències relacionades amb l'automotivació i també es dedica a creuar l'Estret de Gibraltar amb qui contracti els seus serveis, donant un certificat acreditatiu amb la marca aconseguida.

## Palmarès
- 1996
  - Campió d'Espanya de 5 km i 25 km
- 1997
  - Campió d'Espanya de 5 km i 25 km
- 1998
  - Medalla d'argent de 25 km al campionat del món de llarga distància a Perth 1998
  - Campió de la Copa del Món de marató de natació 1998
  - Campió a Rio de Janeiro (Copa del Món) 1998
  - Campió a Santa Fe (Copa del Món) 1998
  - Campió a Hernandarias–Paraná (Copa del Món) 1998
  - Campió a Ohrid (Copa del Món) 1998
  - Campió a Terracinea (Copa del Món) 1998
  - Campió d'Espanya de 5 km i 25 km
- 1999
  - Campió a Rosario (Copa del Món) 1999
- 2000
  - Medalla d'or de 10 km al campionat del món de llarga distància a Honolulu 2000
  - Medalla d'argent de 5 km al campionat del món de llarga distància a Honolulu 2000
  - Medalla d'argent de 25 km al campionat del món de llarga distància a Honolulu 2000
  - Medalla d'argent de 25 km al Campionat d'Europa Hèlsinki 2000
  - Medalla de bronze de 5 km al Campionat d'Europa Hèlsinki 2000
  - Campió a Atlantic City (Copa del Món) 2000
  - Campió d'Espanya de 25 km
- 2001
  - Campió a Santa Fe (Copa del Món) 2001
  - Campió a Puerto Raboto-Rosario (Copa del Món) 2001
  - Campió a Hernandarias–Paraná (Copa del Món) 2001
  - Campió al Brasilia (Copa del Món) 2001
- 2002
  - Medalla de bronze de 25 km al Campionat d'Europa Berlín 2002
  - Campió d'Espanya de 5 km i 25 km
  - Campió de la travessa del Port de Melilla
  - Campió de la travessa de Ribadesella
  - Campió de l'ascens de la ria del Pas (Cantàbria)
  - Campió de la travessa del llac de Banyoles
  - Campió de la travessa del port de Barcelona
  - Campió de la travessa La Graciosa-Lanzarote
- 2003
  - Medalla d'argent de 25 km al Campionat del Món Barcelona 2003
  - Medalla de bronze de 10 km al Campionat del Món Barcelona 2003
  - Campió de la travessa de Ribadesella
  - Campió de la travessa de la platja de San Lorenzo (Xixon)
  - Campió de la travessa de la badia de Santander
  - Campió de l'ascens de la ria del Pas (Cantàbria)
  - Campió de la travessa del Port de Màlaga
  - Campió de la travessa Torre del Mar (Sanlúcar de Barrameda)
  - Campió de la travessa de la badia de Plentzia
  - Campió de la travessa Formentor-Platja de Sant Pere (Alcúdia)
  - Campió de la travessa del port de Barcelona
  - Campió de la travessa Lanzarote-La Graciosa
- 2004
  - Medalla d'argent de 25 km al Campionat d'Europa Madrid 2004
  - Campió de la travessa al Port de Castelló
  - Campió de la travessa a la platja de Borriana
  - Campió de la travessa a la playa de la Salve (Laredo)
  - Campió de la travessa Peníscola-Benicarló
  - Campió de la travessa del Pantano de la Viñuela
  - Campió de la travessa de l'Ebre a Amposta
  - Campió de l'ascens de la ria del Pas (Cantàbria)
  - Campió de la travessa al Port d'Almeria
  - Campió de la travessa al Mar Menor (Múrcia)
- 2005
  - Medalla d'or de 25 km al Campionat del Món Montreal 2005
- Altres proves
  - Millor marca mundial de tots els temps de la travessa Tenerife-Gran Canària (2002)
  - Quarta marca mundial de tots els temps de la travessa del Canal de la Mànega (2004)
  - Millor marca mundial de tots els temps de la travessa de l'estret de Gibraltar (1999)
  - Primer home a nedar entre La Gomera i Tenerife
  - Primer home a nedar els 110 km entre Xàbia i Eivissa. Va trigar 26 hores i quan va arribar va ser hospitalitzat amb símptomes d'hipotèrmia (2006)[2]